# 黒田晁生
黒田晁生(くろだ あきお、1947年11月1日- ）は、日本の経済学者。明治大学教授。

## 略歴
愛知県新城市生まれ。1970年東京大学経済学部卒業。
1971年日本銀行入行。1976年イェール大学経済学部大学院修士課程修了。1986年日本銀行金融研究所研究第1課調査役。1989年日本インベスターズ・サービス（株）主席アナリスト。1991年日本銀行金融研究所研究2課長。
1994年明治大学政治経済学部専任講師、1995年同教授に就任。1982年「日本の金利構造 国債利回りの理論と実証」で日経・経済図書文化賞受賞。

## 著書
- 『日本の金利構造 国債利回りの理論と実証』東洋経済新報社 1982
- 『日本の金融市場 金融政策の効果波及メカニズム』東洋経済新報社 1988
- 『金融政策の話』日本経済新聞社 日経文庫 1989
- 『入門金融』東洋経済新報社 1994
- 『金融改革への指針 金融システムと政策決定』東洋経済新報社 1997
- 『金融』東洋経済新報社 やさしい経済学 1999

### 共編著
- 『企業財務戦略ビッグバン コーポレート・ファイナンスの再構築』新保恵志,米沢康博,広田真一共著 東洋経済新報社 1998
- 『金融システムの国際比較分析』高木仁,渡辺良夫共著 東洋経済新報社 明治大学社会科学研究所叢書 1999
- 『金融市場の構造変化と金融機関行動』高木仁,渡辺良夫共編著 東洋経済新報社 明治大学社会科学研究所叢書 2001
- 『金融システム論の新展開 機能別分析にみる現状と課題』編 金融財政事情研究会 2008

## 論文
- <黒田晁生